# Oumar Kondé
Pour les articles homonymes, voir Kondé (homonymie).
Oumar Kondé est un footballeur suisse né le 19 août 1979. Il joue actuellement en tant que défenseur au FC Zurich dans la Super League.

## Carrière
- 1997-1998 : FC Bâle  Suisse
- 1998-1999 : Blackburn Rovers  Angleterre
- 1999-2005 : SC Fribourg  Allemagne
- 2005-2006 : FC Hansa Rostock  Allemagne
- 2006-2007 : Hibernian Édimbourg  Écosse
- 2007 : Panionios  Grèce
- 2007- : FC Zurich  Suisse